# Stefaniola similata
Stefaniola similata är en tvåvingeart som beskrevs av Boris Mamaev 1972. Stefaniola similata ingår i släktet Stefaniola och familjen gallmyggor. Inga underarter finns listade i Catalogue of Life.